# Piotr Bajus
Piotr Bajus, pseud. Mścisław, Revenger (ur. 3 czerwca 1977 w Lublinie) – polski muzyk, kompozytor, wokalista, multiinstrumentalista i autor tekstów. Od 1991 roku występuje w lubelskiej formacji Abusiveness. Pierwsze utwory zespół skomponował w 1993, wówczas uformował się także pierwszy skład. Do 2010 roku wraz z zespołem nagrał m.in. trzy albumy studyjne: Krzyk świtu (2002), Hybris (2007) oraz Trioditis (2010). W 1995 roku powołał solowy projekt pod nazwą Pripegal w ramach którego nagrał dwie płyty: Slavia Antiqua (2004) oraz Ziemia gromadzi prochy (2008).
W latach 2004–2016 występował w zespole Deivos. Także w 2004 roku dołączył do zespołu Profundis. Natomiast od 2006 roku pozostaje członkiem zespołu Ulcer. W międzyczasie Bajus występował także w zespole Perdition. W 2007 roku formacja została przekształcona w Blaze of Perdition. W 2009 roku wziął udział w reaktywacji grupy muzycznej Moon. Wraz z zespołem nagrał wydany w 2010 roku album zatytułowany Lucifer’s Horns. W październiku 2010 wraz z zespołem Christ Agony odbył trasę koncertową Rebellion Tour vol. II. Muzyk zastąpił na stanowisku basisty Tomasza „Reyasha” Rejka zobowiązanego wówczas występami w grupie Vader. Mścisław współpracował ponadto z zespołami Biały Viteź, Engraved, Blasphemy Rites i Eclipse.

## Dyskografia
| Abusiveness - Parentalia (1994, demo, wydanie własne) - Visibilium Invisibilium (1996, demo, wydanie własne) - Dwie twarze mroku (1997, demo, wydanie własne) - Hefeystos / Abusiveness (2000, split, Nawia) - Wieczny powrót (2001, SP, wydanie własne) - Krzyk świtu (2002, Strong Survive) - Legenda wieków (2006, demo, wydanie własne) - Hybris (2007, Heavy Horses) - Trioditis (2010, Old Temple) - Nowa era (2010, split z Saltus, Morbid Winter) - Nad grobem ojców (2010, EP, Rex Diaboli) Dira Mortis - The Cult of the Dead (2011, EP, Defense Records) - Euphoric Convulsions (2012, Let It Bleed Records) - Rusty Razor Cuts (2014, Defense Records) - Psalms of Morbid Existence (2015, Defense Records) |  | Biały Viteź - Kiedy wiatr rozwieje prochy... (2010, Eastside) Ulcer - A Property of God? (2006, demo, wydanie własne) - Slitwrist Society (2006, demo, wydanie własne) - Serpent Trinity (2007, wydanie własne) - Grant Us Death (2011, Pulverised Records) Inne - Pripegal – Slavia Antiqua (2004, Hammerbolt) - Profundis – Nokturn (2006, Diachell Musik) - Deivos – Emanation from Below (2006, Empire) - Perdition – Antihuman Divinity (EP, 2007, Putrid Prophet) - Pripegal – Ziemia gromadzi prochy (2008, Eastside) - Deivos – Gospel of Maggots (2010, Unique Leader) - Moon – Lucifer’s Horns (2010, Witching Hour) - Blasphemy Rites – Hideous Lord (2010, Pagan) - Deivos – Demiurge of the Void (2011, Unique Leader) - Deivos – Theodicy (2015, Selfmadegod Records) - Pripegal - Na Ostatnim Szlaku (2021, Werewolf Promotion) |